# Campionati mondiali di nuoto 1975
La IIª edizione dei campionati mondiali di nuoto si è svolta a Cali (Colombia) dal 19 al 27 luglio 1975.
Il programma della rassegna è stato lo stesso dell'edizione precedente.

Gli Stati Uniti si sono confermati miglior nazione, conquistando un terzo delle medaglie in palio, davanti alla Germania Est, dominatrice nel nuoto femminile. La squadra di casa, la Colombia, non è andata a medaglia.

## Medagliere
| Pos.   | Paese            | Oro | Argento | Bronzo | Totale |
| ------ | ---------------- | --- | ------- | ------ | ------ |
| 1      | Stati Uniti      | 16  | 11      | 10     | 37     |
| 2      | Germania Est     | 11  | 7       | 5      | 23     |
| 3      | Ungheria         | 3   | 1       | 0      | 4      |
| 4      | Unione Sovietica | 2   | 5       | 4      | 11     |
| 5      | Gran Bretagna    | 2   | 1       | 5      | 8      |
| 6      | Germania Ovest   | 1   | 2       | 1      | 4      |
| 7      | Australia        | 1   | 2       | 0      | 3      |
| 8      | Italia           | 1   | 1       | 2      | 4      |
| 9      | Canada           | 0   | 4       | 2      | 6      |
| 10     | Paesi Bassi      | 0   | 2       | 3      | 5      |
| 11     | Giappone         | 0   | 1       | 3      | 4      |
| 12     | Messico          | 0   | 0       | 1      | 1      |
| 12     | Svezia           | 0   | 0       | 1      | 1      |
| Totale | Totale           | 37  | 37      | 37     | 111    |

## Nuoto

### Uomini
| Evento               | Oro                                                                          | Perform.    | Argento                                                                  | Perform. | Bronzo                                                                           | Perform. |
| Stile libero         |                                                                              |             |                                                                          |          |                                                                                  |          |
| 100 m                | Andy Coan                                                                    | 51"25 RC    | Vladimir Bure                                                            | 51"32    | Jim Montgomery                                                                   | 51"44    |
| 200 m                | Tim Shaw                                                                     | 1'51"04 RC  | Bruce Furniss                                                            | 1'51"72  | Brian Brinkley                                                                   | 1'53"56  |
| 400 m                | Tim Shaw                                                                     | 3'54"88 RC  | Bruce Furniss                                                            | 3'57"71  | Frank Pfütze                                                                     | 4'01"10  |
| 1500 m               | Tim Shaw                                                                     | 15'28"92 RC | Brian Goodell                                                            | 15'39"00 | David Parker                                                                     | 15'58"21 |
| Dorso                |                                                                              |             |                                                                          |          |                                                                                  |          |
| 100 m                | Roland Matthes                                                               | 58"15       | John Murphy                                                              | 58"34    | Mel Nash                                                                         | 58"38    |
| 200 m                | Zoltán Verrasztó                                                             | 2'05"05     | Mark Tonelli                                                             | 2'05"78  | Paul Hove                                                                        | 2'06"49  |
| Rana                 |                                                                              |             |                                                                          |          |                                                                                  |          |
| 100 m                | David Wilkie                                                                 | 1'04"26     | Nobutaka Taguchi                                                         | 1'05"04  | David Leigh                                                                      | 1'05"32  |
| 200 m                | David Wilkie                                                                 | 2'18"23 RC  | Rick Colella                                                             | 2'21"60  | Nikolaj Pankin                                                                   | 2'21"75  |
| Farfalla             |                                                                              |             |                                                                          |          |                                                                                  |          |
| 100 m                | Greg Jagenburg                                                               | 55"63 RC    | Roger Pyttel                                                             | 56"04    | Bill Forrester                                                                   | 56"07    |
| 200 m                | Bill Forrester                                                               | 2'01"95 RC  | Roger Pyttel                                                             | 2'02"22  | Brian Brinkley                                                                   | 2'02"47  |
| Misti                |                                                                              |             |                                                                          |          |                                                                                  |          |
| 200 m                | András Hargitay                                                              | 2'07"72 RC  | Steve Furniss                                                            | 2'07"75  | Andrej Smirnov                                                                   | 2'08"52  |
| 400 m                | András Hargitay                                                              | 4'32"57     | Andrej Smirnov                                                           | 4'35"64  | Hans-Joachim Geisler                                                             | 4'36"40  |
| Staffette            |                                                                              |             |                                                                          |          |                                                                                  |          |
| 4x100 m stile libero | Stati Uniti Bruce Furniss Jim Montgomery Andy Coan John Murphy               | 3'24"85 RM  | Germania Ovest Klaus Steinbach Dirk Braunleder Kersten Meier Peter Nocke | 3'29"55  | Italia Roberto Pangaro Paolo Barelli Claudio Zei Marcello Guarducci              | 3'31"85  |
| 4x200 m stile libero | Germania Ovest Klaus Steinbach Werner Lampe Hans-Joachim Geisler Peter Nocke | 7'39"44     | Regno Unito Alan McClatchey Gary Jameson Gordon Downie Brian Brinkley    | 7'42"55  | Unione Sovietica Aleksandr Samsonov Anatoli Ribakov Viktor Aboimov Andrej Krylov | 7'43"58  |
| 4x100 m misti        | Stati Uniti John Murphy Richard Colella Gregory Jagenburg Andy Coan          | 3'49"00 RC  | Germania Ovest Klaus Steinbach Walter Kusch Michael Kraus Peter Nocke    | 3'51"85  | Regno Unito James Carter David Wilkie Brian Brinkley Gordon Downie               | 3'52"80  |

### Donne
| Evento               | Oro                                                                        | Perform.   | Argento                                                               | Perform. | Bronzo                                                           | Perform. |
| Stile libero         |                                                                            |            |                                                                       |          |                                                                  |          |
| 100 m                | Kornelia Ender                                                             | 56"50 RC   | Shirley Babashoff                                                     | 57"81    | Enith Brigitha                                                   | 58"20    |
| 200 m                | Shirley Babashoff                                                          | 2'02"50 RM | Kornelia Ender                                                        | 2'02"69  | Enith Brigitha                                                   | 2'03"92  |
| 400 m                | Shirley Babashoff                                                          | 4'16"87 RM | Jenny Turrall                                                         | 4'17"88  | Kathy Heddy                                                      | 4'18"03  |
| 800 m                | Jenny Turrall                                                              | 8'44"75 RC | Heather Greenwood                                                     | 8'48"88  | Shirley Babashoff                                                | 8'53"22  |
| Dorso                |                                                                            |            |                                                                       |          |                                                                  |          |
| 100 m                | Ulrike Richter                                                             | 1'03"30    | Birgit Treiber                                                        | 1'04"34  | Nancy Garapick                                                   | 1'04"73  |
| 200 m                | Birgit Treiber                                                             | 2'15"46 RM | Nancy Garapick                                                        | 2'16"09  | Ulrike Richter                                                   | 2'18"76  |
| Rana                 |                                                                            |            |                                                                       |          |                                                                  |          |
| 100 m                | Hannelore Anke                                                             | 1'12"72 RM | Wijda Mazereeuw                                                       | 1'14"29  | Marcia Morey                                                     | 1'15"00  |
| 200 m                | Hannelore Anke                                                             | 2'37"25 RM | Wijda Mazereeuw                                                       | 2'37"50  | Karla Linke                                                      | 2'38"28  |
| Farfalla             |                                                                            |            |                                                                       |          |                                                                  |          |
| 100 m                | Kornelia Ender                                                             | 1'01"24 RC | Rosemarie Kother                                                      | 1'01"80  | Camille Wright                                                   | 1'02"79  |
| 200 m                | Rosemarie Kother                                                           | 2'13"82    | Valerie Lee                                                           | 2'14"89  | Gabriele Wuschek                                                 | 2'15"96  |
| Misti                |                                                                            |            |                                                                       |          |                                                                  |          |
| 200 m                | Kathy Heddy                                                                | 2'19"80 RM | Ulrike Tauber                                                         | 2'20"40  | Angela Franke                                                    | 2'20"81  |
| 400 m                | Ulrike Tauber                                                              | 4'52"76 RM | Karla Linke                                                           | 4'57"83  | Kathy Heddy                                                      | 5'00"46  |
| Staffette            |                                                                            |            |                                                                       |          |                                                                  |          |
| 4×100 m stile libero | Germania Est Kornelia Ender Barbara Krause Claudia Hempel Ute Brückner     | 3'49"37 RM | Stati Uniti Kathy Heddy Karen Reeser Kelly Rowell Shirley Babashoff   | 3'50"74  | Canada Gail Amundrud Ann Jardin Rebecca Smith Jill Quick         | 3'53"37  |
| 4×100 m misti        | Germania Est Ulrike Richter Hannelore Anke Rosemarie Kother Kornelia Ender | 4'14"74 RC | Stati Uniti Linda Jezek Marcia Morey Camille Wright Shirley Babashoff | 4'20"47  | Paesi Bassi Paula Eijk Wijda Mazereeuw Jose Damen Enith Brigitha | 4'21"45  |

## Tuffi

### Uomini
| Evento          | Oro           | Perform. | Argento           | Perform. | Bronzo             | Perform. |
| Trampolino 3m   | Phil Boggs    | 597.12   | Klaus Dibiasi     | 588.21   | Vjačeslav Strachov | 577.59   |
| Piattaforma 10m | Klaus Dibiasi | 547.98   | Nikolaj Mikhailin | 532.95   | Carlos Girón       | 529.71   |

### Donne
| Evento          | Oro            | Perform. | Argento           | Perform. | Bronzo          | Perform. |
| Trampolino 3m   | Irina Kalynina | 489.81   | Tatyana Bolynkina | 473.37   | Christine Loock | 466.92   |
| Piattaforma 10m | Janet Ely      | 403.89   | Irina Kalynina    | 387.99   | Ulrika Knape    | 387.90   |

## Nuoto sincronizzato
| Evento  | Oro                                     | Perform. | Argento                           | Perform. | Bronzo                                   | Perform. |
| Solo    | Gail Buzonas                            | 133.083  | Sylvie Fortier                    | 130.866  | Yasuko Unezaki                           | 126.616  |
| Duo     | Stati Uniti Robin Curren Amanda Norrish | 129.433  | Canada Carol Stewart Laura Wilkin | 127.733  | Giappone Masako Fujiwara Yasuko Fujiwara | 126.099  |
| Squadra | Stati Uniti                             | 128.812  | Canada                            | 125.129  | Giappone                                 | 123.691  |

## Pallanuoto
| Evento                 | Oro              | Argento  | Bronzo |
| T. Maschile (Dettagli) | Unione Sovietica | Ungheria | Italia |